# Храм Тхиньхау (Сэкъоу)

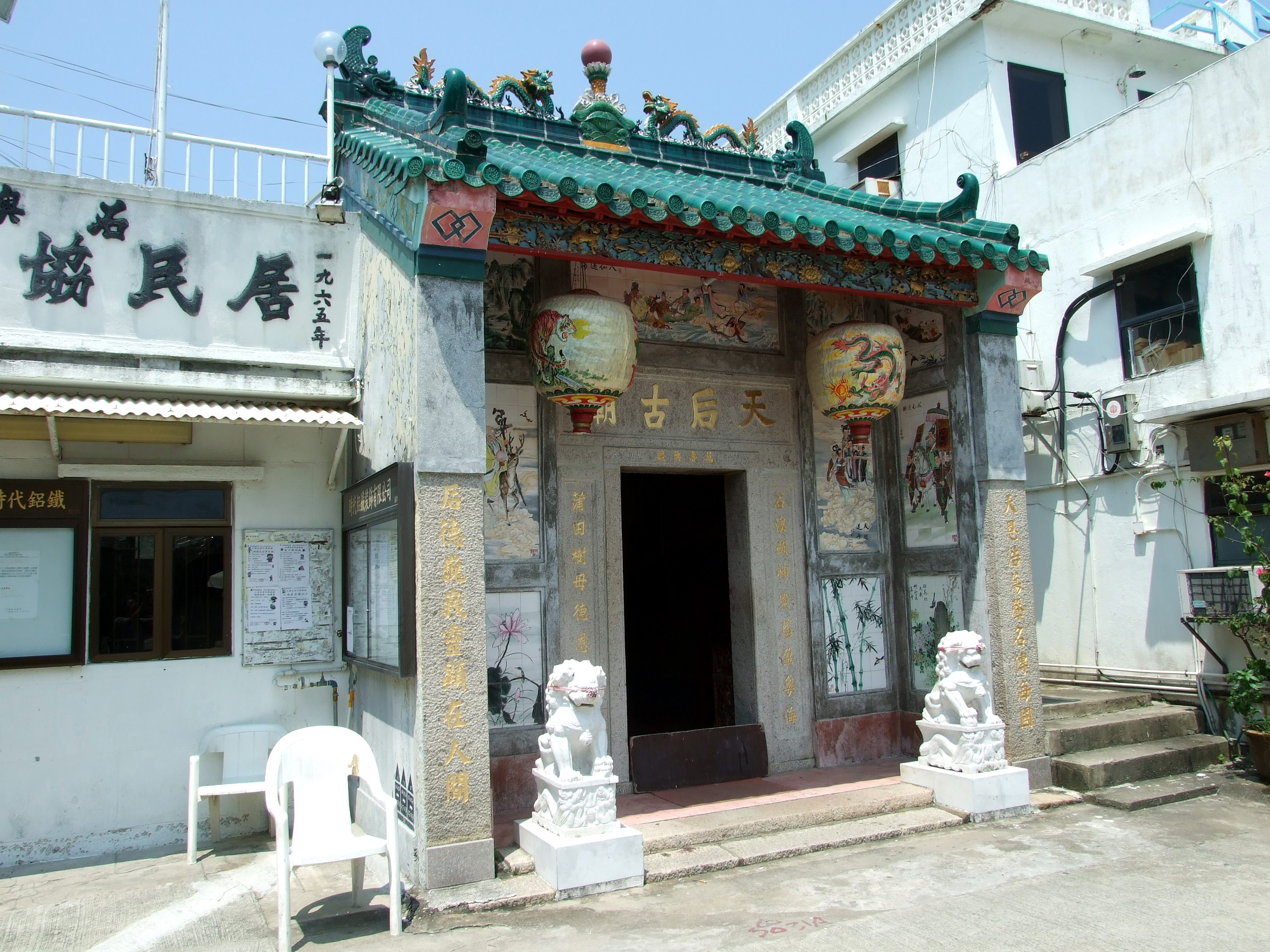
Храм Тхиньхау

Храм Тхиньхау (Tin Hau Temple, 天后古廟) — один из многочисленных гонконгских храмов, посвящённых высокопочитаемой богине Тхиньхау (покровительнице моряков, рыбаков и купцов). Храм расположен в центре деревни Сэкъоу (район Сэкъоу в Южном округе). Находится под охраной и управлением Комитета китайских храмов Гонконга (華人廟宇委員會). В храме пышно, с элементами китайской оперы, отмечают праздник Тхиньхау, во время которого в Сэкъоу стекаются рыбаки из окрестных деревень и островов. 
Храм был построен в 1891 году местными рыбаками и крестьянами деревни Сэкъоу (石澳村), которые страдали от страшной засухи, погубившей все зерновые посевы. Эта дата указана на деревянной мемориальной табличке, хранящейся в храме. В 1894, 1929, 1981, 1982, 1991, 1992 и 1993 годах в храме проводились реставрационные работы, но он сохранил свой первозданный облик.
Храм представляет собой типичное религиозное сооружение эпохи Цин с двумя главными залами и крытым внутренним двором. Кирпичные стены поддерживают деревянные стропила крыши, покрытой зелёной черепицей. Верхушка крыши украшена двумя драконами, охраняющими жемчужину. Передний фасад вокруг главного входа оформлен керамическими плитками с картинами, на которых изображены легендарные истории и пейзажи. Внутри храма находится алтарь со статуей божества Тхиньхау.   